# Dejotar I Filoromajos
Dejotar I Filoromajos lub Dejotarus (celt.: Deiotarix; gr.: Δηϊοταρος, Dēïotaros, łac.: Deiotarus) (ur. ok. 105, zm. 40 p.n.e.) – tetrarcha celtyckich Tolistoagów w zachodniej Galacji w latach 70–63 p.n.e., król Pontu w latach 63–48 p.n.e. i od 47 p.n.e., król Małej Armenii w latach 63–47 p.n.e. i od 44 p.n.e., pierwszy król zjednoczonej Galacji od 63 p.n.e. do swej śmierci. Syn Sinoryksa, tetrarchy Tolistoagów(?).
Imię jego, pochodzenia celtyckiego, znaczy „Boski Byk”. Końcówka „rix” w jego imieniu znaczy „król” albo „panowanie”. Dejotar był jednym z najbardziej biegłych celtyckich królów, rządzącym trzema ludami celtyckiej Galacji z fortecy w Blucium. W innym zamku, Peium, ulokował swój skarbiec.
W 70 r. Dejotar został tetrarchą celtyckich Tolistoagów (Tolistobogów), jednego z trzech tradycyjnych „ludów” galackich, obok Tektosagów (z ośrodkiem w Ankyrze) w centrum oraz Trokmów (z ośrodkiem w Tawium) na wschodzie. Tolistoagowie zamieszkiwali okolice Pesynuntu (Pessinus) w zachodniej Galacji na terenie Azji Mniejszej. Dejotar prawdopodobnie został tetrarchą po tragicznej śmierci ojca Sinoryksa. Pierwsze wiadomości o nim są z początku III wojny z Mitrydatesem. Gdy Mitrydates VI Eupator, król Pontu, podjął oblężenie Kyzikos w 74 r., jego wódz Eumachos wpadł do Frygii. Dokonał tam mordu na Rzymianach z dziećmi i żonami, potem pozyskał Pizydów, Izaurów i Cylicyjczyków. Dejotar po zatrzymaniu jego podbojów, zaczął go ścigać i zabijać wielu z jego ludzi.
Wódz rzymski Pompejusz Wielki po pokonaniu króla Pontu, Mitrydatesa VI Eupatora i opanowaniu państwa Seleucydów, utworzył na jego obszarze wiele prowincji i państw zależnych od Rzymu. W 63 r. utworzył zjednoczone królestwo Galacji z Dejotarem jako królem na czele. Jednak nazwy „tetrarcha” i „tetrarchia” nadal utrzymywały się przez długi czas. Dejotar za pomoc udzieloną w wojnie z Mitrydatesem otrzymał dodatkowo ziemie we wschodnim Poncie. Podobno dostał w tym czasie także Małą Armenię po zajęciu Armenii, opuszczonej przez Farnakesa II. W 59 r. Gajusz Juliusz Cezar, jako konsul, doprowadził do zatwierdzenia przez Senat rzymski wszystkich zarządzeń Pompejusza dokonanych w Azji Mniejszej. W 58 r. zabrał swemu zięciowi Brogitarusowi świątynne państwo bogini Kybele w Pesynuncie. W 52/51 r. po jego śmierci bezprawnie zajął także jego tetrarchię Trokmów.
W chwili wybuchu II wojny domowej (49–45 p.n.e.) w Rzymie między Pompejuszem Wielkim a Gajuszem Juliuszem Cezarem, stanął po stronie pierwszego i przyprowadził mu osobiście 600 jeźdźców. Przybył razem z zięciem Kastorem Tarkondariusem, tetrarchą Tektosagów, który przyprowadził 300 ludzi. Podczas ucieczki Pompejusza po klęsce pod Farsalos spotkał się z nim po drodze. Popłynęli razem do Azji Mniejszej, Tam pozyskał mu tamtejsze ludy dla swego mocodawcy, ale ostatecznie postanowił zawrzeć porozumienie ze zwycięzcą.
Farnakes II, król Bosporu, wykorzystując rzymską wojnę domową między Cezarem a Pompejuszem (49–48 p.n.e.) oraz nieobecność Dejotara podbił całą Armenię oraz pewne miasta Kapadocji i Pontu. W 48 r. Dejotar przybył do Domicjusza Kalwinusa, któremu Cezar dał w zarząd Azję, by prosić o pomoc. Chciał żeby ten zabronił Farnakesowi zagarniać i pustoszyć Małej Armenii, ponieważ nie będzie mógł wypłacić obiecanych pieniędzy Cezarowi. Domicjusz uznał to za obelgę, by wróg okupował sprzymierzeńców i przyjaciół ludu rzymskiego. Wyprawił posłów do Farnakesa z żądaniem odstąpienia. Ten nie odstąpił od Małej Armenii, uważając ją za dziedzictwo po ojcu. Domicjusz postanowił rozprawić się z wrogiem. Przybył z wojskiem do armeńskiej Nikopolis, potem obok niej założył obóz. Dowiadując się o trudnej sytuacji Cezara w Aleksandrii, postanowił szybko się rozprawić z wrogiem. Legion XXXVI ustawił na prawym skrzydle, legion Pontyjski na lewym, a legiony Dejotara dał do środka. Doszło do bitwy 13 listopada 48 r. Legiony Dejotara z trudem wytrzymały pierwszy atak wroga, jednak zostały później w znacznej części zdziesiątkowane. Rzymianie po przegranej wycofali się do Azji. Farnakes zajął pozostały Pont oraz Amisos (ob. Samsun w płn. Turcji). Cezar uznając dalsze pozostawanie w Egipcie za niekorzystne, szybko przybył do Armenii celem rozprawienia się z wrogiem. Dejotar zjawił się bez insygniów królewskich przed Cezarem z błaganiem o przebaczenie. Ten wspomniał o swoich przysługach, które wyświadczył mu, jako konsul. Nie przyjął jego usprawiedliwień, ale postanowił mu przebaczyć ze względu na jego zasługi, wiek oraz prośby przyjaciół, m.in. Marka Juniusza Brutusa, przyszłego zabójcy Cezara. Ten na rozprawie, która odbyła się w Nikai w Azji Mniejszej 47 r., mową bronił króla przed obliczem Cezara. Cyceron napisał, że Cezar po wysłuchaniu tej mowy powiedział, iż jeśli Brutus czegoś pragnie, to pragnie tego bardzo mocno. Cezar następnie kazał mu przyprowadzić legion (Legio XXII Deiotariana), który został wyszkolony na rzymski sposób. Potem starł się z wrogiem w bitwie pod Zelą w 47 r. Odzyskane ziemie oddał sprzymierzeńcom, oprócz części Armenii, którą zamiast dać Dejotarowi ofiarował Ariobarzanesowi III Eusebesowi Filoromajosowi, królowi Kapadocji. Mitrydatesowi z Pergamonu dał tetrarchię Trokmów zabraną Dejotarowi oraz tytuł królewski Bosporu. Dejotar jednak odzyskał Pont, a później Małą Armenię w 44 r., po śmierci Cezara.
Dejotar rozgoryczony tymi decyzjami podobno planował zamach na życie Cezara. Z tego powodu został oskarżony przed nim przez krewnych. W 45 r. Kastor, wnuk Dejotara, oskarżył dziadka przed Rzymianami o uknucie spisku na życie Cezara. Jego obrony podjął się słynny mówca rzymski Cyceron w zachowanej mowie W obronie Dejotara (łac. „Pro rege Deiotaro”). W 42 r. Marek Juniusz Brutus będąc w Azji Mniejszej, czynił przygotowania do wojny. Pozyskał Dejotara, który był bardzo stary. W czasie przerwy podczas bitwy pod Filippi Amyntas, dowódca armii Dejotara, oraz Raskypor zdezerterowali i przeszli na stronę Oktawiana i Marka Antoniusza, dzięki czemu Dejotar zachował tron po klęsce Brutusa.

## Małżeństwa i potomstwo
Dejotar był dwukrotnie żonaty. Nie wiadomo tylko w jakiej kolejności je poślubił. Małżonki pochodziły z tej samej dynastii Attalidów. Żona Stratonika była prawdopodobnie wnuczką Attalosa II Filadelfa, króla Pergamonu, a Berenika prawdopodobnie córką Attalosa III Filometora Euergetesa, ostatniego króla Pergamonu. Z Bereniką miał syna Dejotara II (zm. 43 p.n.e.), który z nim współrządził od r. 51 p.n.e., oraz córkę Adobogionę. Ta poślubiła Brogitarusa, tetrarchę Trokmów i króla Pesinuntu. Po jego śmierci prawdopodobnie poślubiła Kastora Tarkondariusa, tetrarchę Tektosagów. W 43/42 r. Oboje zostali zapewne zabici przez Dejotara, który przejął ich tetrarchię. Dejotar miał prawdopodobnie jeszcze jedną córkę, nieznanego imienia, żonę Amyntasa, sekretarza Dejotara i późniejszego króla Galacji. Po śmierci Dejotara następcą został jego wnuk Kastor, syn Kastora, król Paflagonii i Małej Armenii.